# Anna Akana

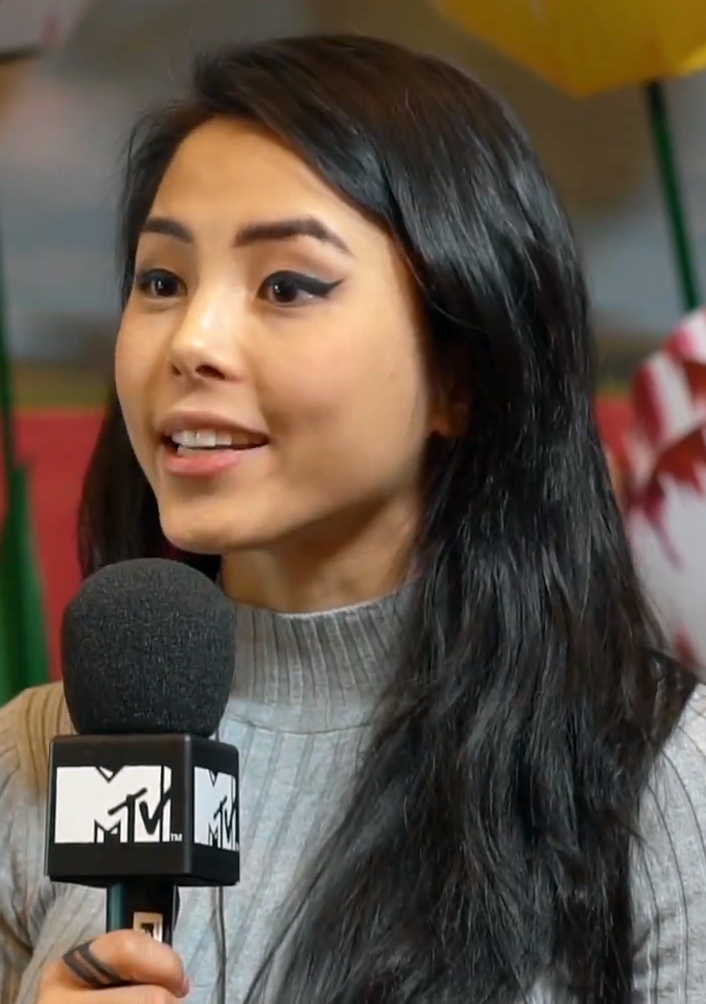
Anna Akana auf der Vidcon EU 2018

Anna Kay Napualani Akana (* 18. August 1989 im Monterey County, Kalifornien) ist eine US-amerikanische Schauspielerin, Komikerin, Regisseurin, Musikerin und YouTuberin. Sie hat in Fernsehserien, Filmen und Musikvideos mitgewirkt, darunter Awkward und Ant-Man. Im Jahr 2015 brachte sie die Modelinie Ghost & Stars auf den Markt. Sie ist die Autorin von So Much I Want to Tell You: Letters to My Little Sister, in dem sie ihre Kämpfe und Erfahrungen beschreibt.

## Frühes und persönliches Leben
Akanas Vater war Offizier des United States Marine Corps, was er auch während ihrer Kindheit war, und ihr Vater zog alle paar Jahre in einen anderen Staat oder ein anderes Land. In einem Interview aus dem Jahr 2020 sagte sie, dass sie Sailor Moon, Inu Yasha und Ranma ½ liebe, und äußerte ihre Überraschung darüber, dass ihr Vater sie dazu brachte, mit ihm Tenchi Muyo! mit ihm anzusehen, obwohl es „pervers“ war. Ihr Vater erklärte, dass sie Serien wie Powerpuff Girls, Zeichentrickfilme im Allgemeinen und Anime liebte, letztere vor allem, weil sie „vier Jahre in Japan aufgewachsen“ war.
Am 14. Februar 2007 starb Akanas jüngere Schwester Kristina im Alter von 13 Jahren durch Selbstmord. Einige Monate später sah Akana Margaret Cho in einem Comedy Central Special und lachte zum ersten Mal seit dem Tod ihrer Schwester. Sie begann, Lachen als eine Möglichkeit zu sehen, mit ihrem Leben weiterzumachen, und beschloss, sich ernsthaft mit Comedy zu beschäftigen. Akana äußerte sich zum Selbstmord ihrer Schwester und engagiert sich stark für die Suizidprävention. Im Jahr 2013 lud Akana ein YouTube-Video mit dem Titel „Please don't kill yourself“ hoch, in dem sie erklärt, wie sie sich gefühlt hat, als ein Familienmitglied durch Selbstmord starb. Im selben Jahr veröffentlichte sie ein Buch mit dem Titel Surviving Suicide, das ihre Tagebuchaufzeichnungen aus den zwei Jahren nach dem Tod ihrer Schwester enthält.
Im Oktober 2018 outete sie sich als bisexuell.
Im Jahr 2019 erklärte sie in einem Post auf Instagram, dass sie im Alter von 20 Jahren abgetrieben habe und dass dies eine der besten Entscheidungen gewesen sei, die sie je getroffen habe. Sie erwähnte diese Tatsache in einem ihrer Bücher und drehte später einen dramatisierten Film, der auf YouTube hochgeladen wurde, um ihre Geschichte zu erzählen. Akana ist japanischer, philippinischer, hawaiischer, spanischer, französischer, irischer, deutscher und englischer Abstammung.

## Karriere
Akana begann im Alter von 19 Jahren mit Comedy-Auftritten, wechselte aber 2011 zu YouTube-Videoperformances, nachdem sie Panikattacken und Angstzustände vor Bühnenauftritten erlitten hatte. Später kehrte sie als Stand-up-Comedian auf die Bühne zurück.

### YouTube
2014 gründete Akana zusammen mit der Komikerin und Autorin Megan Rosati das Comedy-Musik-Duo Cat Benatar. (der Name des Duos ist ein Wortspiel mit der Popsängerin Pat Benatar).
Akana produziert sowohl Comedy- als auch Dokumentarvideos auf YouTube. Im Jahr 2014 wurde Akana auf Platz 72 der New Media Rockstars Top 100 Channels gelistet. Im selben Jahr beschloss Akana, sich mehr auf ihre Fähigkeiten als Regisseurin zu konzentrieren und versuchte, einen Kurzfilm pro Monat zu drehen. Obwohl sie ihr Ziel von zwölf Kurzfilmen nicht erreichte, drehte sie sechs Kurzfilme, die von ihrem YouTube-Publikum gut aufgenommen wurden. Akana spielte in all ihren Kurzfilmen die Hauptrolle und war auch in anderen Kurzfilmen zu sehen.
Einer ihrer Kurzfilme, Miss Earth, wurde teilweise von Brian Grazer und Ron Howards Produktionsfirma New Form Digital finanziert. Er war Teil des Incubator 2014, einer Serie, die originelle Geschichten von YouTube-Kreativen und Filmemachern präsentiert und produziert. Miss Earth wurde später zu einer Webserie, Miss 2059, adaptiert und im Juni 2016 auf der go90-App von Verizon veröffentlicht; eine zweite Staffel erschien Ende 2017.
Akana war ausführende Produzentin und spielte die Hauptrolle in der von Jason Ubaldi geschaffenen Original-Webserie Youth & Consequences, die im März 2018 auf YouTube Red veröffentlicht wurde. Sie ist auch die Gastgeberin der Webserie Crash Course Business: Entrepreneurship, die im August 2019 starte.
Am 10. Oktober 2019 war sie in einer 30-minütigen YouTube-Dokumentation mit dem Titel Laughing Matters zu sehen, die von SoulPancake in Zusammenarbeit mit Funny or Die produziert wurde und in der eine Reihe von Comedians über psychische Gesundheit diskutieren.

### Film und Fernsehen
Im Jahr 2011 war Akana in der Fernsehserie Awkward zu sehen. Im selben Jahr war sie auch als Statistin in Katy Perrys Musikvideo „Last Friday Night“ zu sehen. Im Jahr 2015 spielte sie in den Filmen Ant-Man und Kids vs. Monsters mit. Akana spielte die Hauptrolle in Snapper Hero, einer Videoserie mit Drehbuch, die über Snapchat vertrieben wurde, die von AT&T gesponsert wurde. Im Jahr 2016 spielte Akana neben Sally Field in der Indie-Komödie Hello, My Name Is Doris, geschrieben von Michael Showalter, im selben Jahr war sie auch in dem kurzen Star-Wars-Fanfilm Hoshino und in der Komödie Dirty 30 zu sehen. Sie hat eine wiederkehrende Rolle in der Comedy Central Show Corporate. Sie hatte auch Nebenrollen als Gloria Sato in der Disney Channel Show Big City Greens und als Sasha Waybright in Disney Amphibia. Im Jahr 2019 kündigte sie in Ryan Higas Podcast Off the Pill an, dass sie in der Netflix-Originalserie Jupiter's Legacy mitspielen wird. Akana ist außerdem Gastgeberin des Podcasts Explain Things to Me mit ihrem Comedy-Kollegen Brad Gage, in dem die beiden Experten aus verschiedenen Bereichen zu ihrer Arbeit interviewen.

## Andere Unternehmungen
Im Jahr 2015 brachte Akana die Modelinie Ghost & Stars auf den Markt, die verschiedene Katzenmotive sowie formelle Kleider, Leggings und eine Reihe von T-Shirts umfasst. Im Jahr 2017 wurde Akanas Buch So Much I Want to Tell You: Letters to My Little Sister veröffentlicht. Das Buch beschreibt Akanas Kämpfe und Erfahrungen beim Aufwachsen und gibt Ratschläge für ihre verstorbene Schwester. Im Jahr 2019 wechselte Akana von der Comedy zur Musik und veröffentlichte ihre erste Single „Intervention“. Das Musikvideo wurde von Auden Bui gedreht. Seitdem veröffentlichte sie zwei weitere Musikvideos, eines für „Pretty Girls Don't Cry“ im Juli 2019 und „Not My Proudest Moment“ im August. Sie veröffentlichte weiterhin Musikvideos für die Songs „Alone Together“, „Disappointment“ und „Let Me Go“. Ihr Debütalbum Casualty erschien im Oktober 2019. Der Nachfolger wurde Anfang 2021 unter dem Titel No Longer Yours veröffentlicht.

## Kritiken
In einer Rezension ihres Videos „Why Guys Like Asian Girls“ (das sich auf „Gelbfieber“ bezieht, eine Bezeichnung für einen asiatischen Fetisch) schrieb Cate Matthews von der Huffington Post: „Eine schrittweise Aufarbeitung von 'Yellow Fever' oder dem Wunsch, mit asiatischen Frauen auszugehen, oft begleitet von bizarren, beleidigenden Versuchen, dies zu tun, könnte die Heilung einleiten. Zu unserem Glück war die YouTuberin Anna Akana der Aufgabe, ein Video zu drehen, mehr als gewachsen“.
In der Kritik zu ihrem Video „How to Deal with a Breakup“ schrieb MTV: „In diesem Sketch stellt sich die Komikerin Anna Akana das hektische Treiben im Gehirn eines frisch Verlassenen vor“.
Deadline beschrieb Akana als „eine produktive Online-Autorin, deren Kanal 60 Millionen Aufrufe und 900.000 Abonnenten hat. Letztes Jahr schrieb und spielte sie die Hauptrolle in ihrem eigenen narrativen Spielfilm Riley Rewind, der online nicht weniger als 20 Millionen Aufrufe erzielte.“

## Filmographie

### Filme
- 2013: Be Incorrect - Böser geht's nicht (Inappropriate Comedy)
- 2014: Here She Is
- 2015: Ant-Man
- 2015: Kids vs Monsters
- 2016: Hello, My Name Is Doris
- 2016: Dirty 30
- 2017: You Get Me
- 2018: Next Gen – Das Mädchen und ihr Roboter (Next Gen)
- 2019: Go Back to China (The Absent-Minded Waiter)
- 2019: Tage wie diese (Let It Snow)
- 2020: Hooking Up
- 2013: Blade of the 47 Ronin

### Fernsehen
- 2011: Awkward – Mein sogenanntes Leben (Awkward)
- 2012: Shake It Up – Tanzen ist alles (Shake It Up)
- 2012: The Beauty Inside
- 2013–2014: The Fosters
- 2016: Adam Ruins Everything
- 2017: Stitchers
- 2018–2020: Corporate
- 2018–: Big City Greens
- 2019–2022: Disney Amphibia
- 2020: Magical Girl Friendship Squad: Origins
- 2020: Magical Girl Friendship Squad
- 2020: Into the Dark
- 2020: Navy CIS: L.A.
- 2020–2023: A Million Little Things
- 2021: Jupiter’s Legacy
- 2021: Home Economics
- 2023: Marvel's Moon Girl and Devil Dinosaur

## Auszeichnungen
| Jahr | Association                   | Kategorie                        | Nominierte Arbeit    | Resultat  | Ref.   |
| ---- | ----------------------------- | -------------------------------- | -------------------- | --------- | ------ |
| 2014 | San Diego Asian Film Festival | Digital Pioneer                  |                      | Gewonnen  | [ 43 ] |
| 2015 | Streamy Awards                | Best Actress                     | SnapperHero          | Nominiert | [ 44 ] |
| 2018 | Streamy Awards                | Acting in a Drama                | Youth & Consequences | Gewonnen  | [ 45 ] |
| 2019 | 46th Daytime Emmy Awards      | Outstanding Digital Drama Series | Youth & Consequences | Nominiert | [ 46 ] |